# Fatimé Kimto
Fatimé Kimto est une femme politique tchadienne. Elle est la première femme à occuper un poste ministériel dans l'histoire du Tchad en tant que ministre des Affaires sociales et de la Femme, elle est restée dans le poste jusqu'en 1984, puis ministre de l'Action sociale et de la Famille de 1999 à 2001 et de 2004 à 2005, elle est ministre de la Fonction publique, du Travail et de l'Emploi de 2005 à 2007. Parmi les sujets auxquels elle s'intéresse au gouvernement, il y a les questions relatives au travail et à la condition des travailleurs au Tchad  et les droits des femmes dans la société tchadienne. Elle meurt le 21 mai 2015 à N'Djaména après une longue maladie.